# Microbiston lanaria
Microbiston lanaria är en fjärilsart som beskrevs av Eduard Friedrich Eversmann 1852. Microbiston lanaria ingår i släktet Microbiston och familjen mätare. Inga underarter finns listade i Catalogue of Life.